# Erfurter Bahn
A Erfurter Bahn é uma companhia de caminhos de ferro que opera na cidade de Erfurt, Alemanha.